# Гагарка мала
Гагарка мала, гагарка (Alca torda) — вид морських птахів родини алькових (Alcidae). Після зникнення гагарки великої (Alca impennis) в 19 столітті цей вид залишився єдиним у роді Alca.

## Зовнішній вигляд
Дорослі особини досягають довжини від 38 до 43 см; розмах їхніх крил від 60 до 69 см. Крила широкі, зі щільним оперенням. У шлюбному (весняно-літньому) вбранні голова, шия з боків та ззаду, верх тулуба і крил забарвлені в чорний колір, а низ тулуба і спід крил — білі. Взимку низ голови (разом з горлом) набуває також білого забарвлення.

## Поведінка
Гагарки малі гніздяться на скелястих островах північної частини Атлантичного океану. Найпівденніші поселення виду зосереджені на узбережжі північної Франції та в американському штаті Мен. Взимку гагарки європейської популяції мігрують до західної частини Середземного моря, тоді як американські — на Ньюфаундленд і в Нову Англію. У гніздовий період ці гагарки утворюють великі колонії разом з іншими представниками родини Алькових. Самка відкладає зазвичай одне яйце, шкаралупа якого забарвлена в сірий колір, із темними плямами. Гніздо розташоване на виступі скелі або в невеликому заглибленні.

## Живлення
Корм гагарки здобувають під водою. Він складається переважно з оселедців та анчоусів, а також із ракоподібних і морських черв'яків.

## Фотогалерея

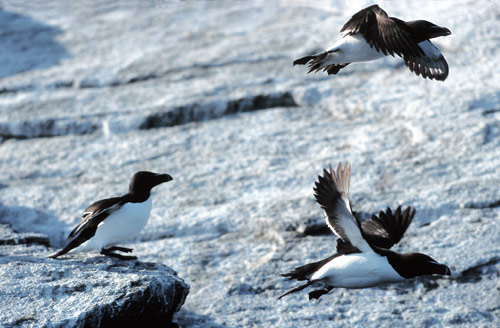
Гагарки, що злітають
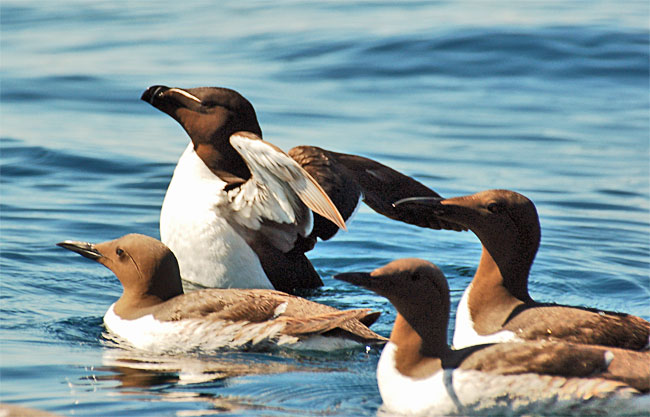
Гагарки, що плавають
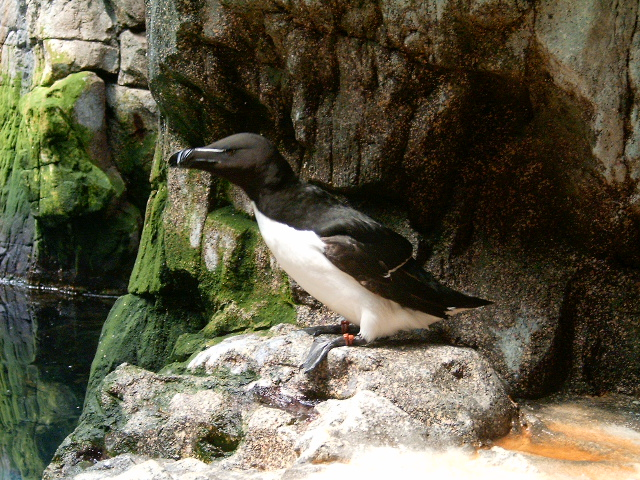
Гагарка на скелі
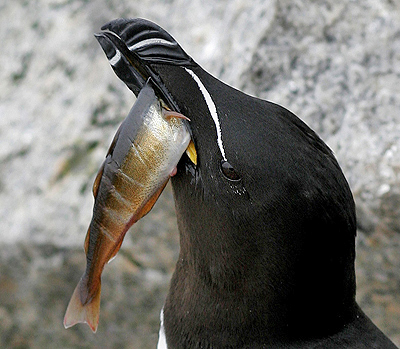
Гагарка, що поїдає рибу
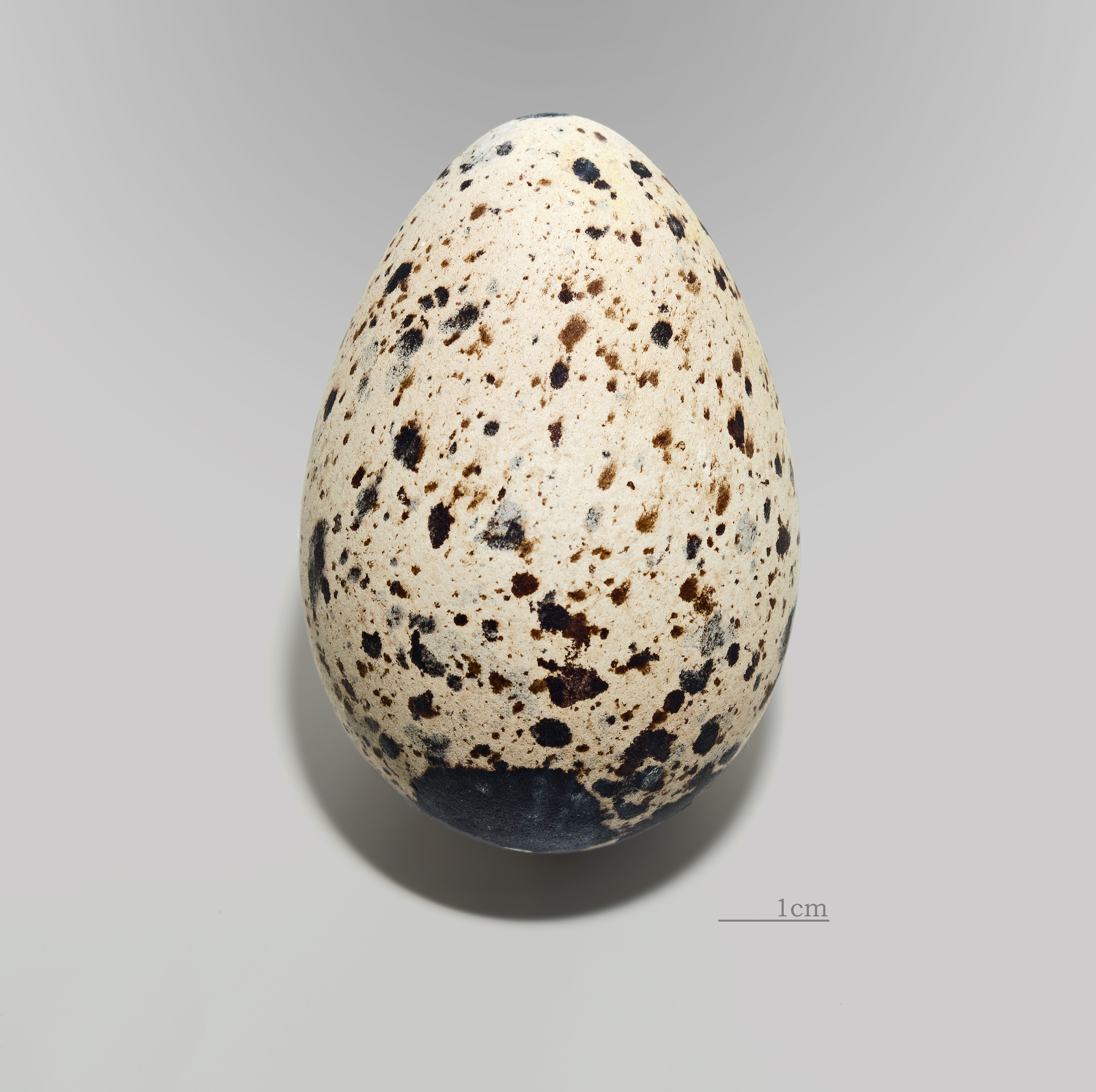
Яйце